# Uramya umbratilis
Uramya umbratilis är en tvåvingeart som beskrevs av Henry J. Reinhard 1935. Uramya umbratilis ingår i släktet Uramya och familjen parasitflugor. Inga underarter finns listade i Catalogue of Life.